# Карбен (Техас)
Карбен (англ. Carbon) — місто (англ. town) в США, в окрузі Істленд штату Техас. Населення — 281 особа (2020).

## Географія
Карбен розташований за координатами 32°16′6″ пн. ш. 98°49′38″ зх. д. / 32.26833° пн. ш. 98.82722° зх. д. (32.268405, -98.827196).  За даними Бюро перепису населення США в 2010 році місто мало площу 2,65 км², уся площа — суходіл.

## Демографія
Згідно з переписом 2010 року, у місті мешкали 272 особи в 106 домогосподарствах у складі 69 родин. Густота населення становила 103 особи/км².  Було 146 помешкань (55/км²).
Расовий склад населення:
| - 89,0 % — білих - 0,7 % — чорних або афроамериканців - 9,2 % — осіб інших рас |

До двох чи більше рас належало 1,1 %. Частка іспаномовних становила 15,8 % від усіх жителів.
За віковим діапазоном населення розподілялося таким чином: 26,1 % — особи молодші 18 років, 58,1 % — особи у віці 18—64 років, 15,8 % — особи у віці 65 років та старші. Медіана віку мешканця становила 40,8 року. На 100 осіб жіночої статі у місті припадало 95,7 чоловіків;  на 100 жінок у віці від 18 років та старших — 93,3 чоловіків також старших 18 років.
Середній дохід на одне домашнє господарство  становив 31 425 доларів США (медіана — 18 750), а середній дохід на одну сім'ю — 44 658 доларів (медіана — 42 917). За межею бідності перебувало 28,8 % осіб, у тому числі 38,7 % дітей у віці до 18 років та 13,3 % осіб у віці 65 років та старших.
Цивільне працевлаштоване населення становило 125 осіб. Основні галузі зайнятості: роздрібна торгівля — 21,6 %, виробництво — 17,6 %, освіта, охорона здоров'я та соціальна допомога — 16,0 %.